# Huang Xuechen
Det här är en artikel om en person med kinesiskt personnamn; Huang är familjenamnet.
Huang Xuechen, född den 25 februari 1990 i Shanghai i Kina, är en kinesisk konstsimmare.

## Karriär
Huang Xuechen tog OS-brons i lagtävlingen i konstsim i samband med de olympiska konstsimtävlingarna 2008 i Peking. Hon tog OS-silver i samma gren och OS-brons i duett i konstsim i samband med de olympiska konstsimstävlingarna 2012 i London.
Vid olympiska sommarspelen 2016 i Rio de Janeiro tog Huang silvermedaljer i både duett och lagtävling. I augusti 2021 tog hon silver tillsammans med Sun Wenyan i duett samt var en del av Kinas lag som tog silver i lagtävlingen vid OS i Tokyo.